# لي ها-نا
لي ها-نا (هانغل: 이하나) هي ملحنة وكاتبة غنائية وممثلة كورية جنوبية، ولدت في 23 سبتمبر 1982 في سيئول في كوريا الجنوبية. اشتهرت بأدوارها في المسلسلات التلفزيونية مثل نساء تحت الشمس (2008)، والسلسلة الناجحة الصوت (2017-~).

## الخلفية
ولدت لي ها نا في إيرون بون دونج بمنطقة جانجنام بسيئول. والدها هو الملحن لي داي هيو، اشتهر بأغنية أسطورة موسيقى الروك الشعبي كيم كوانغ سيوك «تحوّل إلى غبار».
في عام 2008، تخرجت من كلية الموسيقى في جامعة دان كوك (حرم تشونان) بدرجة علمية في علوم موسيقى.

## فيلموغرافيا
| عام       | عنوان             | الدور        | قناة البث               | ملاحظة                |
| --------- | ----------------- | ------------ | ----------------------- | --------------------- |
| 2006      | الوحدة في الحب    | يو جي هو     | إس بي إس                |                       |
| 2007      | عندما يأتي الربيع | مون جاي ري   | كي بي اس 2              |                       |
| 2007      | ميري ماري         | هوانغ مي ري  | إم بي سي                |                       |
| 2008      | نساء تحت الشمس    | يون سا وول   | كي بي إس 2              | [ 10 ]                |
| 2009      | ثلاثية            | تشوي سو إن   | إم بي سي                |                       |
| 2014      | ملك الخبز         | جونغ سو يونغ | كي بي إس 2              |                       |
| 2015      | قسوة السيدات      | جونغ ما ري   | كي بي إس 2              |                       |
| 2015      | يا شبحي           | راديو دي جي  | تي في ان                | صوت (ح. 1)            |
| 2015      | دراما خاصة        | كيم اون سو   | كي بي إس 2              | الحلقة: "عائلة وهمية" |
| 2017–2021 | الصوت             | كانغ كوون جو | أو سي ان & تي في ان (3) | 1–4 مواسم             |
| 2018      | عشيقة             | امراة        | أو سي ان                | دوؤ الكاميو (ح. 12)   |
| 2020      | قطعة من عقلك      | مون سو هو    | تي في ان                | [ 11 ]                |
| 2022      | ثلاثة أشقاء شجعان | كيم تاي غو   | كي بي إس 2              | [ 12 ]                |

## وصلات خارجية
- لي ها-نا على موقع IMDb (الإنجليزية)
- لي ها-نا على موقع قاعدة بيانات الفيلم (الإنجليزية)